# Männer-Handballnationalmannschaft von Trinidad und Tobago
Die Männer-Handballnationalmannschaft von Trinidad und Tobago repräsentiert den Handballverband von Trinidad und Tobago als Auswahlmannschaft auf internationaler Ebene bei Länderspielen im Handball gegen Mannschaften anderer nationaler Verbände.

## Geschichte
Die Trinidad and Tobago Team Handball Association ist seit 2004 Mitglied in der Internationalen Handballföderation (IHF) und seit 2019 in der Handballkonföderation Nordamerikas und der Karibik (NACHC). Die Nationalmannschaft befindet sich noch im Aufbau und nahm erstmals im Jahr 2019 an einem internationalen Turnier teil, als sie bei der IHF North American and Caribbean Emerging Nations Championship antrat. Bei diesem, vom Weltverband organisierten Turnier für Handballentwicklungsländer in Nordamerika und der Karibik unterlag sie in der Vorrunde gegen die Mexiko (11:44) und gegen Martinique (9:55). In der Platzierungsrunde siegte man gegen Barbados (43:23) und St. Kitts und Nevis (33:25) und unterlag im Spiel um Platz 9 gegen Dominica (17:22).